# Armas Launis
Armas Launis (Hämeenlinna, 1884. április 22. – Nizza, 1959. augusztus 7.) finn zeneszerző, népzenekutató, professzor, író és újságíró.

## Zeneszerzőként
Launis elsősorban operákat szerzett. Összesen tíz kötődik a nevéhez, librettó és zenei részben egyaránt. Számos művét előadták:
- Finnországban: "A hét testvér" (1913), az első finn vígopera, továbbá "Kullervo" (1917), mindkettő teljes színpadi megformálásban, valamint "Aslak Hetta" 2004-ben a Helsinki Finlandia Hallban, Sakari Oramo karmester rendezésében.
- Franciaországban: a "Kullervo" színpadi előadása (1940, Nizza, Palais de la Méditerranée) rádióközvetítéssel a Paris-Interen és a Radio Monte-Carlón (1938–1940). A  "Jehudith"rövidített verzióját szintén közvetítették 1954-ben (Paris-Inter).

Launis írt továbbá kamarazenét, kantátákat, kórusműveket, zenekari darabokat, és a nevéhez köthető az első finn néprajzi film, "Az esküvő Karéliában, a költészet hazájában".

## Népzenekutatóként
Launis volt az első tudósok egyike, akik népzenekutatással és gyűjtéssel kezdtek foglalkozni. Különlegesen nyitott ember volt szenvedélyes utazókedvvel, aki mindig szívesen ismert meg új népeket. Többször utazott Lappföldre (1904, 1905 és 1922 éveiben), a Kainuu régió területére (1902), Ingriába (1903-ban és 1906-ban) és Észtországba (1930). Mindenhol szóba elegyedett a lakossággal, és hosszú beszélgetések alkalmával jegyezte le az ott népszerű dallamokat. Rögzített híres helyi énekeseket, feljegyezte a gyász szertartásait és a népszerű finn hangszeren, a kantelén játszott dalokat. Értette és értékelte az énekelt költészet gazdagságát és erejét a szokások fontosságával együtt. Publikációit és gyűjtésanyagát a mai napig ismerik és használják; munkái jelentős járulnak hozzá a finn nemzet közös hagyatékához.
Később Észak-Afrikába is ellátogatott, és érdeklődni kezdett az arab, berber és beduin zene iránt. Ezen hagyomány befolyása kései műveiben érzékelhető, különösen két operájában, a Théodorá-ban és a Jéhudith-ban.

## Professzorként
PhD fokozatát 1911-ben nyerte el, és a Helsinki Egyetem professzoraként zeneelméletet és zeneszerzést tanított. Tanulmányait Berlinben Wilhelm Klatte zenetudós és Weimarban Waldemar von Baußern zeneszerző társaságában fejezte be. Meggyőződése, hogy a zenei oktatást mindenki számára elérhetővé kell tenni, és ennek érdekében megalapította és 1930-ig vezette az első finn konzervatóriumokat, amik a mai napig léteznek.
Az 1920-as évek elején Launis a Finn Állam életbiztosításában részesült, továbbá engedélyt szerzett az életvitelszerű külföldön tartózkodáshoz.

## Újságíróként
Nagyon foglalkoztatta, hogy aktív kapcsolatot alakítson ki szülőföldjének közéleti területeivel is, így több folyóiratban közreműködőként tevékenykedett, többek között a Helsingin Sanomat, Uusi Suomi és Suomen Kuvalehti lapokban. Társalapítója és aktív tagja volt a Sociéte de la presse étrangère de la Côte d'Azur (a Francia Riviéra Külföldi Sajtóinak Szövetsége), és újságíróként dolgozott az Association française d'expansion et d'échanges artistiques (a Cserekulturális Fejlődés Francia Szövetsége) lapnak.
1930-ban Launis végleg a franciaországi Nizza városában telepedett le, és itt élt egészen haláláig. Tevékeny szerepet vállalt a kultúrák közti kapcsolat kialakításában Franciaország és Finnország között.

## Munkássága

### Operák
- Seitsemän veljestä (A hét testvér, 1913)
- Kullervo (1917)
- Aslak Haetta (1922)
- Noidan laulu (A boszorkány dala, 1934)
- Karjalainen taikahuivi (A karéliai sál, 1937)
- L'été qui ne vint jamais (A soha nem jött nyár, 1936)
- Jehudith (1937–1940)
- Oli kerran (Egyszer volt, hol nem volt, 1939)
- Theodora (1939)
- Jäiset liekit (Fagyott lángok, 1957)

### Könyvei
- Über Art, Entstehung und Verbreitung des estnisch – finnischen Runenmelodien (1910)
- Ooppera ja puhenäytelmä:muutamia vertailevia piirteitä (1915)
- Esivanhempieni muisto 1500–1900 (1921)
- Aslak Hetta: 3-näytöksinen ooppera (librettó, 1921)
- Kaipaukseni maa. Lapinkävijän muistoja (1922)
- Murjaanien maassa (1927)
- Suomen maaseutukaupunkien kansankonservatoriot (1927)
- Erään turunmaalaisen saaristolaisuvun vaiheita (1929)
- Tunturisävelmia etsimässä. Lapissa 1904 ja 1905 (Minna-Riikka Järvinen, 2004)

### Népzene-gyűjtemények
- Lappische Juoigos-Melodien (1908)
- Suomen Kansan sävelmiä IV: Inkerin runosävelmät (1910)
- Suomen partioväen laulukirja (1917)
- Suomen Kansan sävelmiä IV: II Karjalan runosävelmät, 1930
- Eesti runoviisid (Tartto, 1930)

### Cikkek
- Runosävelmistä (Kalevalanseuran vuosikirja I, 1921)
- Kullervo-oopperan esihistoriaa (Kalevalaseuran vuosikirja 1, 1921)
- Saamein säveleitä etsimässä (Kalevalaseuran vuosikirja 2, 1922)
- Muuan karjalainen kanteleensoittaja (Kalevalaseuran vuosikirja, 1923)

## Fordítás
- Ez a szócikk részben vagy egészben  az   Armas Launis című angol Wikipédia-szócikk ezen változatának fordításán alapul.  Az eredeti cikk szerkesztőit annak laptörténete sorolja fel. Ez a jelzés csupán a megfogalmazás eredetét és a szerzői jogokat jelzi, nem szolgál a cikkben szereplő információk forrásmegjelöléseként.